# Université intégrale de Lucknow
Université Intégrale (en hindi : इंटीग्रल विश्वविद्यालय) est une université privée d'État située dans la ville de Lucknow dans l'État de l'Uttar Pradesh, en Inde.

## Histoire
L'école débute dans des petites huttes. La première pierre est posée le 30 novembre 1993 par Abul Hasan Ali Hasani Nadwi, recteur de la Darul-uloom Nadwatul Ulama de Lucknow.

L’école est ensuite transférée vers le bâtiment principal qui est inauguré le 14 janvier 1996 par le gouverneur de l'Uttar Pradesh Shri Moti Lal Vohra.

Un collège d'ingénierie est établi en 1997 par le conseil islamique pour l'éducation productive (ICPE), ce collège ouvre en 1998 avec deux filières: Informatique et ingénierie, et génie électronique. Plus tard on y crée des filières d'architecture, informatique, génie mécanique, génie civil...
Le 30 juin 1999, Atal Bihari Vajpayee, le Premier ministre de l'Inde, pose la première pierre du complexe résidentiel de l'Institut intégral de technologie (IIT). Dans son discours il dit souhaiter que l'IIT maintiendra le même niveau de qualité que les autres Instituts indiens de technologie.
Mulayam Singh Yadav déclare que Institut de technologie intégrale devrait être reconnue comme université.
Le 26 février 2004, l'assemblée officialise la création de l'Université intégrale.